# Providencia de Nápoles
Providencia de Nápoles es una localidad del estado mexicano de Guanajuato. Es parte del municipio de Silao de la Victoria.

## Demografía
| Gráfica de evolución demográfica |
|                                  |

| Censo | Población |
| ----- | --------- |
| 1940  | 272       |
| 1950  | 506       |
| 1960  | 494       |
| 1970  | 562       |
| 1980  | 602       |
| 1990  | 854       |
| 2000  | 1 054     |
| 2010  | 1 417     |
| 2020  | 1 839     |